# 弗倫奇利克 (印地安納州)
弗倫奇利克（英語：French Lick）是一個位於美國印地安納州奧蘭治縣的城鎮。

## 人口
根據2010年美國人口普查的數據，弗倫奇利克的面積為4.72平方千米，當中陸地面積為4.72平方千米，而水域面積為0.00平方千米。當地共有人口1807人，而人口密度為每平方千米383人。